# Deens voetbalelftal in 2011
Het Deens voetbalelftal speelde tien officiële interlands in het jaar 2011, waaronder vijf duels in de kwalificatiereeks voor het EK voetbal 2012 in Polen en Oekraïne. De selectie stond voor het elfde jaar op rij onder leiding van oud-international Morten Olsen, die zich met zijn ploeg wist te plaatsen voor de EK-eindronde. Op de in 1993 geïntroduceerde FIFA-wereldranglijst steeg Denemarken in 2011 van de 28ste (januari 2011) naar de 11de plaats (december 2011).

## Balans
| Wedstrijden | Wedstrijden | Wedstrijden | Wedstrijden | Doelpunten | Doelpunten | Doelpunten | Punten |
| Gespeeld    | Winst       | Gelijk      | Verlies     | Voor       | Tegen      | Saldo      | Punten |
| ----------- | ----------- | ----------- | ----------- | ---------- | ---------- | ---------- | ------ |
| 10          | 7           | 1           | 2           | 19         | 9          | +10        | 1.500  |

## Interlands
|                                                                 |                 |       |                                  |                                                                              |
| 9 februari Vriendschappelijk № 760 «onderlinge duels» 19:20 uur | Denemarken      | 1 – 2 | Engeland                         | Parken, Kopenhagen Toeschouwers: 21.523 Scheidsrechter: Jonas Eriksson (SWE) |
| 9 februari Vriendschappelijk № 760 «onderlinge duels» 19:20 uur | Daniel Agger 8' |       | 10' Darren Bent 68' Ashley Young | Parken, Kopenhagen Toeschouwers: 21.523 Scheidsrechter: Jonas Eriksson (SWE) |

|                                                             |                    |       |                      |                                                                                   |
| 26 maart EK-kwalificatie № 761 «onderlinge duels» 19:00 uur | Noorwegen          | 1 – 1 | Denemarken           | Ullevaal Stadion, Oslo Toeschouwers: 24.828 Scheidsrechter: Gianluca Rocchi (ITA) |
| 26 maart EK-kwalificatie № 761 «onderlinge duels» 19:00 uur | Erik Huseklepp 81' |       | 27' Dennis Rommedahl | Ullevaal Stadion, Oslo Toeschouwers: 24.828 Scheidsrechter: Gianluca Rocchi (ITA) |

|                                                               |                   |       |                                                 |                                                                                            |
| 29 maart Vriendschappelijk № 762 «onderlinge duels» 19:15 uur | Slowakije         | 1 – 2 | Denemarken                                      | Stadion Anton Malatinsky, Trnava Toeschouwers: 4.927 Scheidsrechter: David Fernández (ESP) |
| 29 maart Vriendschappelijk № 762 «onderlinge duels» 19:15 uur | Filip Hološko 32' |       | 3' (e.d.) Kornel Saláta 72' Michael Krohn-Dehli | Stadion Anton Malatinsky, Trnava Toeschouwers: 4.927 Scheidsrechter: David Fernández (ESP) |

|                                                           |         |                                        |            |                                                                                     |
| 4 juni EK-kwalificatie № 763 «onderlinge duels» 19:45 uur | IJsland | 0 – 2                                  | Denemarken | Laugardalsvöllur, Reykjavík Toeschouwers: 7.629 Scheidsrechter: Firat Aydinus (TUR) |
| 4 juni EK-kwalificatie № 763 «onderlinge duels» 19:45 uur |         | 60' Lasse Schöne 75' Christian Eriksen |            | Laugardalsvöllur, Reykjavík Toeschouwers: 7.629 Scheidsrechter: Firat Aydinus (TUR) |

|                                                                  |                                               |       |                       |                                                                             |
| 10 augustus Vriendschappelijk № 764 «onderlinge duels» 19:45 uur | Schotland                                     | 2 – 1 | Denemarken            | Hampden Park, Glasgow Toeschouwers: 17.582 Scheidsrechter: Marco Borg (MLT) |
| 10 augustus Vriendschappelijk № 764 «onderlinge duels» 19:45 uur | William Kvist 22' (e.d.) Robert Snodgrass 44' |       | 31' Christian Eriksen | Hampden Park, Glasgow Toeschouwers: 17.582 Scheidsrechter: Marco Borg (MLT) |

|                                                                |                                           |       |           |                                                                               |
| 6 september EK-kwalificatie № 765 «onderlinge duels» 19:15 uur | Denemarken                                | 2 – 0 | Noorwegen | Parken, Kopenhagen Toeschouwers: 37.167 Scheidsrechter: Stéphane Lannoy (FRA) |
| 6 september EK-kwalificatie № 765 «onderlinge duels» 19:15 uur | Nicklas Bendtner 24' Nicklas Bendtner 44' |       |           | Parken, Kopenhagen Toeschouwers: 37.167 Scheidsrechter: Stéphane Lannoy (FRA) |

|                                                              |                    |       |                                                                                    |                                                                                     |
| 7 oktober EK-kwalificatie № 766 «onderlinge duels» 19:30 uur | Cyprus             | 1 – 4 | Denemarken                                                                         | Neo GSP Stadion, Nicosia Toeschouwers: 1.800 Scheidsrechter: Marijo Strahonja (CRO) |
| 7 oktober EK-kwalificatie № 766 «onderlinge duels» 19:30 uur | Andreas Avraam 45' |       | 7' Lars Jacobsen 11' Dennis Rommedahl 20' Michael Krohn-Dehli 22' Dennis Rommedahl | Neo GSP Stadion, Nicosia Toeschouwers: 1.800 Scheidsrechter: Marijo Strahonja (CRO) |

|                                                               |                                              |       |                       |                                                                              |
| 11 oktober EK-kwalificatie № 767 «onderlinge duels» 19:15 uur | Denemarken                                   | 2 – 1 | Portugal              | Parken, Kopenhagen Toeschouwers: 38.010 Scheidsrechter: Nicola Rizzoli (ITA) |
| 11 oktober EK-kwalificatie № 767 «onderlinge duels» 19:15 uur | Michael Krohn-Dehli 13' Nicklas Bendtner 63' |       | 90' Cristiano Ronaldo | Parken, Kopenhagen Toeschouwers: 38.010 Scheidsrechter: Nicola Rizzoli (ITA) |

|                                                                  |                                              |       |        |                                                                          |
| 11 november Vriendschappelijk № 768 «onderlinge duels» 18:00 uur | Denemarken                                   | 2 – 0 | Zweden | Parken, Kopenhagen Toeschouwers: 18.057 Scheidsrechter: Svein Moen (NOR) |
| 11 november Vriendschappelijk № 768 «onderlinge duels» 18:00 uur | Nicklas Bendtner 35' Michael Krohn-Dehli 80' |       |        | Parken, Kopenhagen Toeschouwers: 18.057 Scheidsrechter: Svein Moen (NOR) |

|                                                        |                                       |       |                        |                                                                                         |
| 15 november Vriendschappelijk № 769 «onderlinge duels» | Denemarken                            | 2 – 1 | Finland                | Blue Water Arena, Esbjerg Toeschouwers: 14.300 Scheidsrechter: Kristinn Jakobsson (ISL) |
| 15 november Vriendschappelijk № 769 «onderlinge duels» | Daniel Agger 57' Nicklas Bendtner 59' |       | 18' Aleksej Jerjomenko | Blue Water Arena, Esbjerg Toeschouwers: 14.300 Scheidsrechter: Kristinn Jakobsson (ISL) |

## FIFA-wereldranglijst
| JAN | FEB | MAR | APR | MEI | JUN | JUL | AUG | SEP | OKT | NOV | DEC |
| --- | --- | --- | --- | --- | --- | --- | --- | --- | --- | --- | --- |
| 28  | 28  | 28  | 28  | 27  | 20  | 21  | 21  | 17  | 10  | 11  | 11  |

## Statistieken
| Thomas Sørensen     | 1976-06-12 | Stoke City        | 8  | 0 | 0 | 99 | 0 |
| Anders Lindegaard   | 1984-04-13 | Manchester United | 1  | 0 | 0 |    |   |
| Stephan Andersen    | 1981-11-26 | Brøndby IF        | 1  | 0 | 0 |    |   |
| Verdediging         |            |                   |    |   |   |    |   |
| Lars Jacobsen       | 1979-09-20 | FC Kopenhagen     | 10 | 0 | 1 |    |   |
| Daniel Agger        | 1984-12-12 | Liverpool         | 6  | 0 | 2 |    |   |
| Simon Kjær          | 1989-03-26 | AS Roma           | 5  | 1 | 0 |    |   |
| Simon Poulsen       | 1984-10-07 | AZ Alkmaar        | 5  | 1 | 0 |    |   |
| Andreas Bjelland    | 1988-07-11 | FC Nordsjælland   | 3  | 0 | 0 |    |   |
| Mathias Jørgensen   | 1990-04-23 | PSV Eindhoven     | 3  | 0 | 0 |    |   |
| Nicolai Boilesen    | 1992-02-16 | Ajax Amsterdam    | 2  | 0 | 0 |    |   |
| Bo Svensson         | 1979-08-04 | 1. FSV Mainz 05   | 2  | 0 | 0 |    |   |
| Daniel Wass         | 1989-05-31 | Évian Thonon      | 1  | 3 | 0 |    |   |
| Jorès Okoré         | 1992-08-11 | FC Nordsjælland   | 1  | 1 | 0 |    |   |
| Bashkim Kadrii      | 1991-07-09 | Odense BK         | 0  | 1 | 0 |    |   |
| Johnny Thomsen      | 1982-02-26 | Randers FC        | 0  | 1 | 0 | 5  | 0 |
| Middenveld          |            |                   |    |   |   |    |   |
| William Kvist       | 1985-02-24 | VfB Stuttgart     | 10 | 0 | 0 | 29 | 0 |
| Christian Eriksen   | 1992-02-14 | Ajax Amsterdam    | 8  | 2 | 2 |    |   |
| Niki Zimling        | 1985-04-19 | Club Brugge       | 5  | 1 | 0 |    |   |
| Christian Poulsen   | 1980-02-28 | Évian Thonon      | 3  | 5 | 0 |    |   |
| Michael Silberbauer | 1981-07-07 | Young Boys Bern   | 3  | 4 | 0 |    |   |
| Lasse Schöne        | 1986-05-27 | NEC Nijmegen      | 2  | 4 | 1 |    |   |
| Jakob Poulsen       | 1983-07-07 | FC Midtjylland    | 1  | 3 | 0 |    |   |
| Martin Jørgensen    | 1975-10-06 | Aarhus GF         | 1  | 1 | 0 |    |   |
| Thomas Enevoldsen   | 1987-07-27 | FC Groningen      | 0  | 3 | 0 |    |   |
| Kasper Lorentzen    | 1985-11-19 | FC Nordsjælland   | 0  | 1 | 0 |    |   |
| Aanval              |            |                   |    |   |   |    |   |
| Nicklas Bendtner    | 1988-01-16 | Sunderland        | 10 | 0 | 5 |    |   |
| Michael Krohn-Dehli | 1983-06-06 | Brøndby IF        | 10 | 0 | 4 |    |   |
| Dennis Rommedahl    | 1978-07-22 | Brøndby IF        | 9  | 0 | 3 |    |   |
| Nicklas Pedersen    | 1987-10-10 | FC Groningen      | 0  | 3 | 0 |    |   |
| Mads Junker         | 1981-04-21 | Roda JC Kerkrade  | 0  | 2 | 0 |    |   |
| Nicolai Jørgensen   | 1991-01-15 | FC Kaiserslautern | 0  | 2 | 0 |    |   |
| Mikkel Beckmann     | 1983-10-24 | FC Nordsjælland   | 0  | 1 | 0 |    |   |
| Tobias Mikkelsen    | 1986-09-18 | FC Nordsjælland   | 0  | 1 | 0 |    |   |
| Morten Skoubo       | 1980-06-30 | Odense BK         | 0  | 1 | 0 |    |   |
| Martin Vingaard     | 1985-03-20 | FC Kopenhagen     | 0  | 1 | 0 | 9  | 1 |